# Tokelau-szigetek
A Tokelau-szigetek Új-Zélandhoz tartozó három polinéziai atoll sziget elnevezése. Fő jövedelme az idegenforgalomból származik.

## Neve
A „Tokelau” polinéz szó, jelentése „északi szél”. 1946 óta nevezik így a szigetet, előtte „Union Islands”-ként és „Union Group”-ként hivatkoztak rá.

## Földrajz
Tokelau három atollból áll a Csendes-óceán délnyugati részén. 
| Név      | Elhelyezkedés                                                         |
| -------- | --------------------------------------------------------------------- |
| Atafu    | d. sz. 8° 33′ 06″, ny. h. 172° 30′ 03″8.551667°S 172.500833°WAtafu    |
| Nukunonu | d. sz. 9° 10′ 06″, ny. h. 171° 48′ 35″9.168333°S 171.809722°WNukunonu |
| Fakaofo  | d. sz. 9° 21′ 55″, ny. h. 171° 12′ 54″9.365278°S 171.215000°WFakaofo  |

A szigetek összterülete 10 km². A szigetek legmagasabb pontja kb. két méterre helyezkedik el a dagályszinttől, emiatt a tengerszint-emelkedésnek fokozottan ki van téve.
A nemzetközi dátumválasztó vonaltól nyugatra helyezkedik el. A Tokelau-szigetek – Szamoával egy időben – 2011. december 29-én eggyel nyugatibb időzónába tért át, aminek ideje UTC+13, emiatt a korábbi térképeken az adat pontatlanná vált.

### Közeli szárazföldek
- Szamoa kb. 500 km-re déli irányban,
- Tuvalu 967 km-re nyugati irányban,
- Jarvis sziget 1640 km-re északkeleti irányban (lakatlan),
- Bora Bora 2326 km-re délkeleti irányban,
- Auckland, Új-Zéland 3360 km-re délnyugati irányban.

### Élővilág
A szigetek a polinéz trópusi nedves ökorégióhoz tartoznak. A szigetek eredeti növényzetét a kókuszpálma-ültetvények miatt kipusztították, jelenleg az elvadult pálmák alkotnak kisebb erdőket. Tokelau korallzátonyain 38 őshonos növényfaj, több mint 150 rovarfaj és 10 szárazföldi tarisznyarákfaj fordul elő, melyekre a patkányok jelentik a legnagyobb veszélyt.
Őshonos szárazföldi emlős nincs, viszont 4 tengeri emlős honos Tokelau vizeiben: a törpe-kardszárnyúdelfin, a trópusi delfin, valamint a csőröscetfélékhez tartozó állas csőröscet és a ginkgofogú csőröscet. Tokelau kormányzata a szigetekhez tartozó vizeket (200 tengeri mérföldes körzetet) cápamenedékké nyilvánította.

## Története

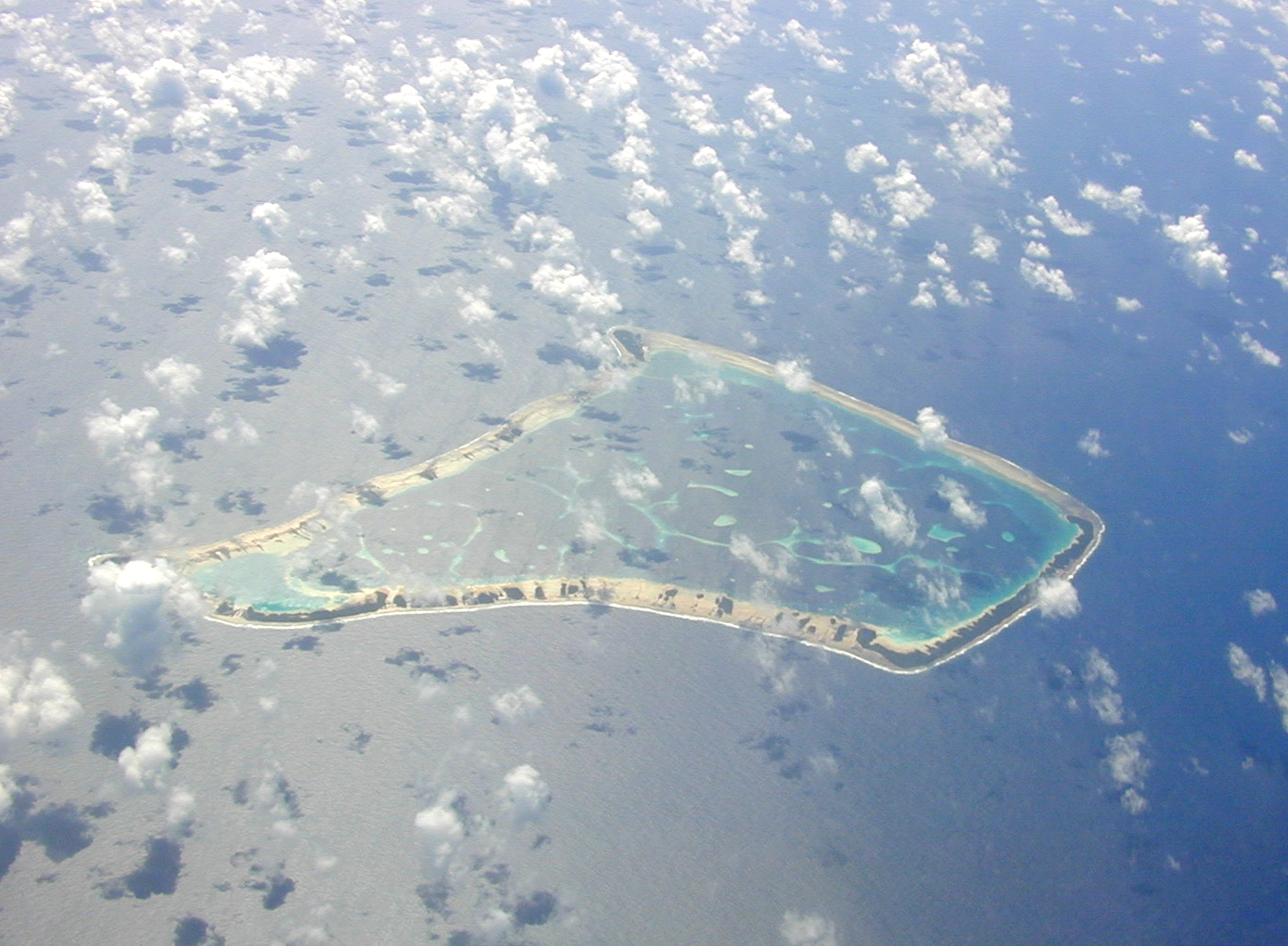
Fakaofo, a legdélibb sziget látképe

A szigeteket eredetileg az 1000-es évek környékén polinéz hajósok fedezték fel, és megtelepedtek rajta. A kereszténység elterjedése előtt saját „Tui Tokelau” istenüket tisztelték. A szigeteket családok, „klánok” irányították, kisebb harcok és házasságok a szigetek között előfordultak. Atafu szigetét John Byron, a Brit Királyi Haditengerészet tisztje fedezte fel 1765. június 4-én, kétéves föld körüli útja során. Nem találtak lakókra utaló nyomokat. Ezután Edward Edwards kapitány a Bounty lázadóit keresve 1791-ben kereste fel Atafut, majd továbbhajózva felfedezte Nukunonut. Mindkét szigeten eszközöket és lakhelyeket talált, bár a lakosokkal nem sikerült kapcsolatot találnia. A harmadik szigetet, Fakaofót 1835-ben fedezte fel Smith kapitány egy észak-amerikai bálnavadász hajóval. Az első hivatalos kapcsolatteremtés a szigetlakókkal 1841-ben történt egy tudományos expedíció keretében. Úgy tűnt, hogy a lakók csak átmenetileg voltak ott, illetve a cserekereskedelemben való jártasságuk miatt (gyöngyök és vastárgyak is voltak náluk) arra lehetett következtetni, hogy feltehetőleg már érintkeztek európaiakkal. A keresztény hittérítés 1845-1860 között zajlott. 1863-ban perui rabszolga-kereskedők érkeztek a szigetre, akik szinte minden munkaképes embert (253 főt) magukkal hurcoltak. Nagy részük járványos fertőzésben meghalt, csak kevesen térhettek haza. Ennek hatására alakult meg az öregek tanácsa, ahol mindhárom szigetről képviseltették magukat a családok. Az ekkortájt érkezett bevándorlók – gyakran helyi asszonyt feleségül véve – újra benépesítették a szigeteket.

## Politika
1877-ben az Egyesült Királyság egy rendelettel a többi rendezetlen helyzetű csendes óceáni szigettel együtt védelmébe vette. C. F. Oldham tűzte ki a zászlót a szigeteken 1889-ben. Nemzetközileg 1920-ban lett elismerve mint brit gyarmat. 1926-ban utalták az új-zélandi kormányzathoz, ezzel jogilag átvéve a szigetek saját irányítását. Ezt a külső rendelkezést egy 1948-as tokelaui törvénnyel megerősítve a szigetlakók alávetették magukat Új-Zéland kormányzatának.
Bár van önkormányzata, Új-Zéland külbirtoka. Mivel Tokelau szerepel az ENSZ  gyarmati listáján, a státuszt Új-Zéland évek óta szeretné megváltoztatni, s társult állammá nyilváníttatni a területet. A tokelauiak azonban szeretnének megmaradni „gyarmatnak”, ezért az eddig megtartott népszavazásokon (2006-ban és 2007-ben) a társult állami státusz opciója nem érte el a szükséges támogatást. Bár a népszavazás ENSZ felügyelet alatt zajlott, az ENSZ nem hajlandó az eredményt elfogadni, s továbbra is felszólítja Új-Zélandot, hogy a dekolonizációs folyamatot vigye végbe. Az új-zélandi kormány minden próbálkozása dacára a tokelauiak nem hajlandók társult állam lenni.

## Népesség
2011-es felmérés szerint 1411 fős volt a lakosság, ami a 2006-os felméréshez képest 3,8%-os csökkenést jelent. Főként polinéz emberek lakják, kisebbségeket nem tartanak nyilván. A szűkös helyi erőforrások miatt a szigetek túlnépesítettnek tekinthetőek, ami magyarázza az elvándorlást. Jelenleg kb. 6800 tokelaui Új-Zélandon él. A várható átlagos élettartam 69 év.

## Gazdaság
A CIA World Factbook szerint Tokelaunak van a legkisebb gazdasága a föld összes államai között. Gazdasága veszteséges, Új-Zéland támogatásával működik. Összes bevétele fél millió USD körüli, míg kiadásai 2,8 millió USD körül vannak. Vásárlóereje kb. 1000 USD/fő/év.
A szigeteken kókuszpálma-, csavarpálma- és banánültetvények találhatóak.

## Közlekedés
Tokelaun nincs repülőtér. A hajók Szamoa fővárosából, Apiából indulnak, a távolság 516 km, kicsivel több mint egy nap.

## Sport
A szigeteken rendeznek sporteseményeket, viszont a szétszórt populáció és a nagyrészt homokkal borított területek miatt, a lehetőségek korlátozottak. A lakosság körében kedvelt sportokat (netball, rögbi, röplabda és asztalitenisz) általában tornatermekben űzik.

## Áramszolgáltatás napenergiával
Korábban mindhárom szigeten dízel generátorokkal szolgáltattak áramot a nap 16 órájában, ami naponta 800 liter üzemanyagot, évente legalább 1500 hordót jelentett, és aminek átszállítása évente 600 ezer új-zélandi dollárba került (az éves költségvetés 15-20 százaléka). Az éves költségek és a környezetterhelés csökkentése érdekében 2012 októberétől a világon elsőként, szigetenkénti telepek segítségével 100%-ban napenergia segítségével fedezik a szigetek energiaszükségletét. Összességében 4032 napelem-panel segítségével 1344 egyenként 250 kg tömegű akkumulátort töltenének, ami stabil áramellátást biztosít. Az eredeti tervek szerint a szükségletek 90%-át fedezte volna a telep, de végül 1 megawattos, vagyis 150%-os teljesítménnyel rendelkezik, ami a későbbi fogyasztás növekedését is képes fedezni. Ez évente 1450 megawattóra energia előállítását jelenti. Fizikailag a 230 km/órás szélnek is ellenállnak a szerkezetek. A kiépítés 5 hónapot vett igénybe.

## Internetszolgáltatás
Sikeresnek nevezhető az a népszerűsítő intézkedése, miszerint az öt betűnél hosszabb tartományneveit (azaz internetes címeket .tk végződéssel) ingyenesen lehet használni.

## Telekommunikáció
| Hívójel prefix | ZK3 |
| ITU zóna       | 62  |
| CQ zóna        | 31  |